# Moritz Jastrowitz

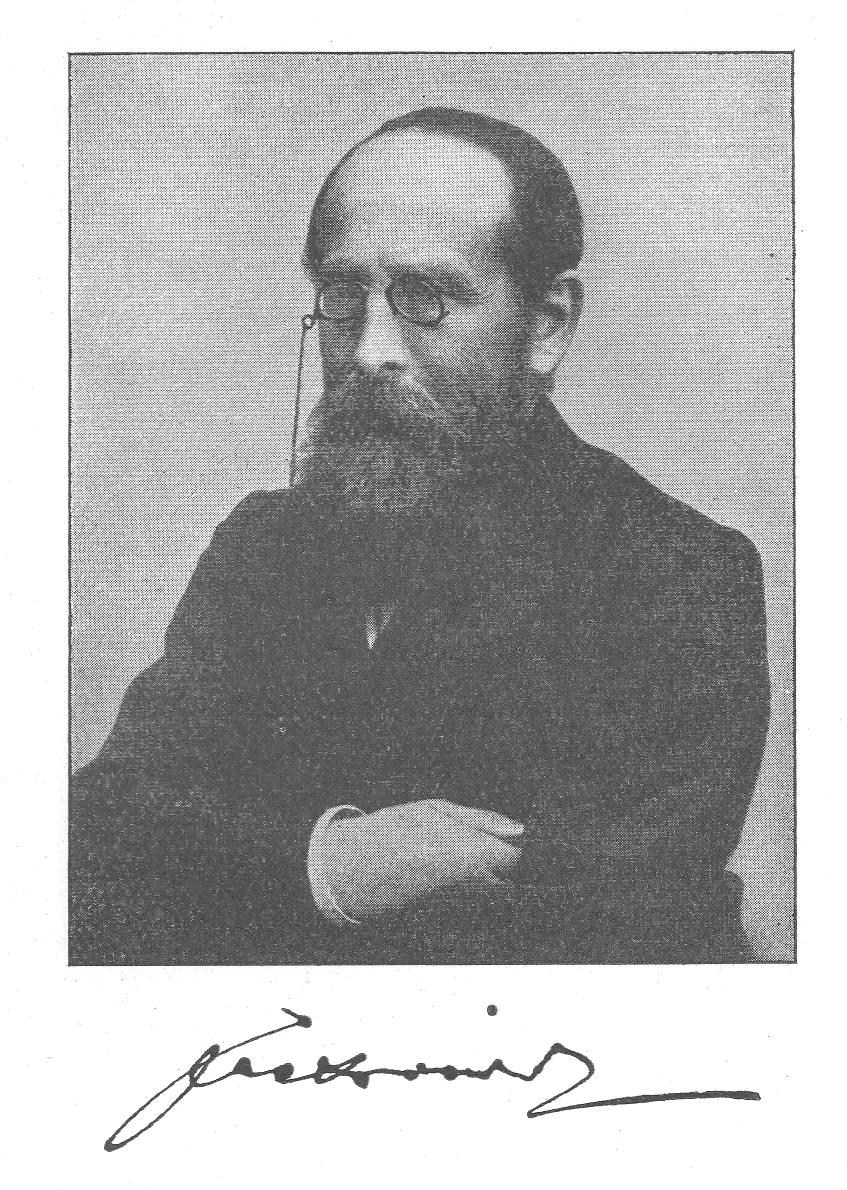
Moritz Jastrowitz

Moritz Jastrowitz, auch Moses Jastrowitz (* 20. Dezember 1839 in Löbau; † 25. Januar 1912 in Berlin) war ein deutscher Psychiater, Neurologe und Internist.

## Leben
Jastrowitz studierte Medizin in Berlin und Zürich und promovierte 1865 in Berlin mit der Dissertation De fistula vesico-vaginali. Er war zunächst Assistent bei Ludwig Traube an der Klinik für innere Krankheiten der Charité und ab 1868 Assistent und später Oberarzt an der Irren- und Nervenabteilung der Charité bei Wilhelm Griesinger und Westphal. Ab 1874 war er niedergelassener Arzt in Berlin und ab 1882 Leiter der privaten Heilanstalt Maison de santé in Berlin-Schöneberg. Er hatte ab 1891 eine sehr umfangreiche Tätigkeit als beratender Arzt in Berlin und war gleichzeitig Chefarzt des privaten Klinikums Berolinum in Berlin-Schöneberg.
Jastrowitz war Sanitätsrat und ab 1907 Geheimer Sanitätsrat.
Er war der Erste, der in Berlin (medizinische) Röntgenaufnahmen machte, nachdem Preprints von Wilhelm Conrad Röntgen nach seiner Entdeckung im November 1895 am 1. Januar 1896 verschickt wurden, unter anderem an Otto Warburg, der die Fotos am 4. Januar in Berlin herumzeigte. Jastrowitz gelang am 6. Januar in Berlin das Foto einer Hand mit Ring und er gehörte damit zu den Ersten, die das Experiment von Röntgen wiederholten. Die Wiener Neue Freie Presse hatte über Röntgens Erfolg schon einen Tag vorher berichtet.
Er war mit Henriette Mendelsohn verheiratet (später geschieden) und der Vater von Hermann Jastrowitz.
Jastrowitz war Autor in der Real-Encyclopädie der gesammten Heilkunde.

## Schriften (Auswahl)
- Über die therapeutischen Wirkungen des Chloralhydrats, Berliner Klinische Wochenschrift, Band 6, 1869, S.  413–415,  425–428
- mit Eduard Levinstein:  Die Morphiumsucht. Eine Monographie nach eignen Beobachtungen. Berlin: Verlag von August Hirschwald, 1883 (die ersten Auflagen erschienen von Levinstein allein, Jastrowitz gab nach dem Tod von Levinstein die 3. Auflage heraus)
- Beiträge zur Localisation im Grosshirn und über deren praclische Verwerthung, Deutsche Medizinische Wochenschrift, Band 14, 1888, S.  108,  125, 151, 172, 188, 209
- Über die Behandlung der Schlaflosigkeit, Med. Chir.Zb., Wien, Band. 24, 1889, S. 579, 590, Deutsche Medizinische Wochenschrift, Band 15, 1889, S. 621, 648, 674, 698,  Verh. Ver. inn. Med Berlin, Band 9, 1889/90, S. 23–59.
- Acute rheumatische Geistesstörung mit acuter rheumatischer Chorea nebst Bemerkungen über die Natur der choreatischen Bewegungen, Deutsche Medizinische Wochenschrift, Band 25, 1899, S. 540,  557,  Allg. Ζ Psychiat., Band  56, 1899, S.  821–839
- Die Röntgenschen Experimente an Kathodenstrahlen und ihre medizinische Verwertung, Deutsche Medizinische Wochenschrift, Band 22, 1896, Nr. 5 (30. Januar 1896), S. 65–67.
- Einiges über das Physiologische und über die ärztliche Beurteilungen der außergewöhnlichen Handlungen im Liebesleben des Menschen, Thieme, Leipzig 1904 (und Deutsche Medizinische Wochenschrift, Band 29, 1903, Nr. 33)
- Über Morphinismus, in: Leyden, Klemperer (Hrsg.), Deutsche Klinik am Eingang des 20. Jahrhunderts, Band 6, 1904, S. 412–466